# Господа

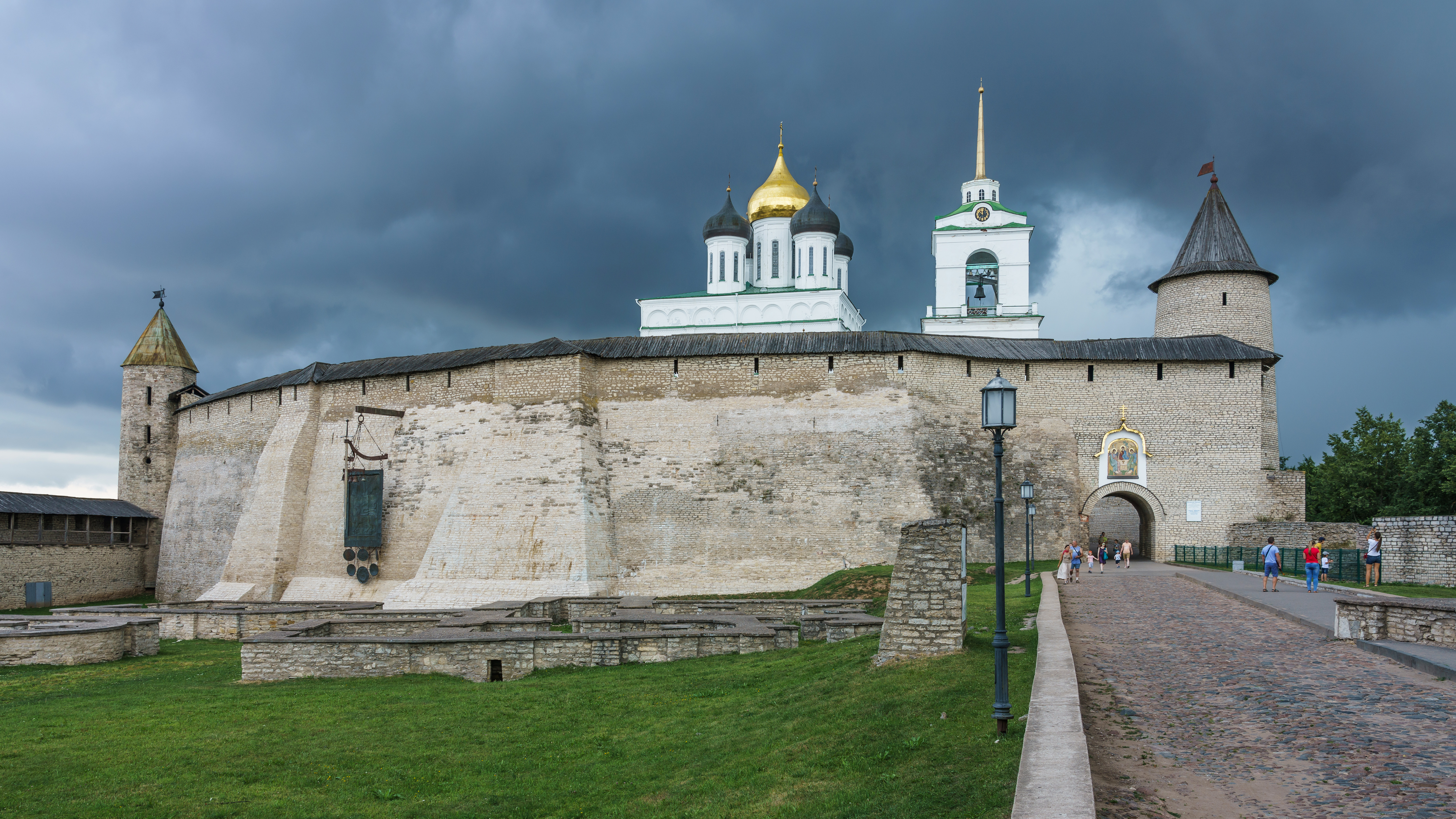
Псковский кремль: резиденция господы.

Господа (реже Оспода) — в Псковской республике орган судебной и светской власти, состоявший из высших должностных лиц республики: посадников, князя и сотских.
В Новгородской Республике также существовал схожий орган с названием Совет господ, бывший своего рода верхней палатой при вече, схожей с древнеримским Сенатом.

## Термин
Псковская «господа» известна по русским источникам, кроме летописей, (например, 25-я статья Псковской судной грамоты: «на суд пред господою»). 
Во многих статьях Псковской судной грамоты говорится о совместном суде князя, посадников и сотских, то есть о суде Господы (ст.ст. 9, 10, 12). На Господе решались сложные споры о земле и воде (ст.ст. 12, 61, 76, 78, 79). При разрешении дел Господой все судебные документы читались представителями княжеской администрации (княжеским дьяком) и представителем городской администрации (городским дьяком).
По мнению современного историка П. Лукина, устоявшееся в науке произношение «госпо́да» (по образцу казачьей «старши́ны») является ошибочным: в древнерусском языке это слово было собирательным существительным единственного числа (а не множественного от «господин»). Согласно данному мнению, слово относилось к акцентной парадигме b66 и ударение всё равно падало на последний слог: «господа́».

## Великий Новгород
В Новгороде существовал похожий орган — Совет господ.
Термин «совет господ» был введён в историографию В. О. Ключевским. Оригинальное название совещательного органа в Новгороде XV века остаётся неизвестным, в ганзейских источниках сохранилось его немецкое название: de heren — «господа» или de heren van Naugarden — «господа Великого Новгорода».
В научных кругах бытует версия, что в Новгороде XIV—XV в. этот орган назывался так же, как и во Пскове.